# Лари Сангър
Лари Сангър (на английски: Larry Sanger) е американски разработчик на Интернет проекти, съосновател на Уикипедия (2001) и онлайн енциклопедията Citizendium (2007).

## Биография
Лари Сангър е роден в Белвю (Вашингтон) на 16 юни 1968 г. Баща му е морски биолог, а майка му – домакиня. В Рийд Колеж учи психология, а по-късно получава бакалавърска степен по изкуство. Среща се с преподаватели, ученици и студенти, за да създаде информационна мрежа в Колежа, която да е от полза на всички.

## Кариера
През първите години на своята кариера Сангър е имал идеи за много сложни за изпълнение проекти. Заедно с Джими Уейлс създават онлайн енциклопедията Уикипедия през 2001 г. Създава и Интернет проектите Citizendium (2007) и Reading Bear.
През 2002 подава оставка от Уикипедия, тъй като е разочарован от създалата се „отровна“ атмосфера.
Между декември 2017 г. и октомври 2019 г. е директор по информационни технологии в Еврипедия, представляваща аналог на Уикипедия, основан на блокчейн технологията и характерна с по-стриктен контрол на въвеждането на информация.